# جيف ريتشاردز (لاعب كرة قدم)
جيف ريتشاردز (بالإنجليزية: Geoff Richards)‏ (1 يناير 1929 في المملكة المتحدة - 8 مايو 2014 بولفرهامبتن في المملكة المتحدة) هو لاعب الرغبي ‏ ومدرب كرة قدم ولاعب كرة قدم بريطاني في مركز ظهير ‏. لعب مع وست بروميتش ألبيون ونادي هدنسفورد تاون وستافورد رينجرز ونادي أثرستون تاون وBilston Town F.C. ‏.

## وصلات خارجية
- جيف ريتشاردز على موقع قاعدة بيانات كرة القدم.إي يو (الإنجليزية)